# Nguyễn Kiên
Nguyễn Kiên (tên khai sinh là Nguyễn Quang Hưởng; 1935 - 2014) là nhà văn Việt Nam, được tặng Giải thưởng Nhà nước về Văn học Nghệ thuật năm 2001. Ông từng đã làm Tổng biên tập Nhà xuất bản Tác phẩm mới và Giám đốc Nhà xuất bản Hội Nhà văn.

## Tiểu sử
Nguyễn Kiên tên khai sinh là Nguyễn Quang Hưởng, sinh ngày 2 tháng 4 năm 1935, quê quán tại xã Vạn Phúc, quận Hà Đông, Hà Nội.
Nguyễn Kiên tham gia kháng chiến chống Pháp từ 1947 lúc mới 12-13 tuổi, là đội viên tuyên truyền xung phong thuộc Ban Tuyên truyền xung phong của Tổng bộ Việt Minh, sau thuộc Sở thông tin tuyên truyền Liên khu Việt Bắc. Ông cũng từng làm giáo viên, cán bộ Đoàn thanh niên, biên tập viên các Nhà xuất bản: Kim Đồng, Văn học và Tác phẩm mới. Ông làm Tổng biên tập Nhà xuất bản Tác phẩm mới từ 1987-1990, Giám đốc Nhà xuất bản Hội Nhà văn từ 1990-1996. Ông còn là Ủy viên Ban Chấp hành Trung ương Đoàn TNCS Hồ Chí MInh khóa IV, Ủy viên Ban Chấp hành Hội Nhà văn Việt Nam khóa III. Từ 1998 đến 2005 ông là Chủ tịch Hội đồng Văn xuôi Hội Nhà văn Việt Nam.
Ông là đảng viên Đảng Cộng sản Việt Nam; hội viên Hội Nhà văn Việt Nam từ năm 1962. 
Ông mất ngày 25 tháng 2 năm 2014.

## Sự nghiệp
Năm 1956 ông viết cuốn sách “Những ngày đi lưu động” với bút danh Nguyễn Kiên. Năm 1957, Nhà xuất bản Kim Đồng thành lập, Nguyễn Kiên được mời về làm biên tập viên. Tại đây, ông sáng tác truyện đồng thoại đầu tiên “Chú Đất Nung” được xuất bản năm 1958.
Trong vai trò lãnh đạo cơ quan xuất bản của Hội Nhà văn thời kỳ đổi mới, có thể nói nhà văn Nguyễn Kiên đã “đỡ đầu” những cuốn sách nổi tiếng như: “Thời xa vắng” của Lê Lựu; “Người đàn bà trên chuyến tầu tốc hành”, “Bến quê”, “Cỏ lau” của Nguyễn Minh Châu; “Thân phận tình yêu” (Nỗi buồn chiến tranh) của Bảo Ninh; “Tuổi thơ im lặng” của Duy Khán; “Bến không chồng” của Dương Hướng; “Mảnh đất lắm người nhiều ma” của Nguyễn Khắc Trường…
Trong sáng tác, nhà văn Nguyễn Kiên đã thành công khi viết về nông thôn với những tác phẩm như “Lá rụng” (1962); “Chân sóng” (1967); “Ngày và đêm hậu Phương” (1970); “Vùng quê yên tĩnh” (1974)... 
Tập truyện ngắn “Chim khách kêu” (2000) của ông đã được Giải thưởng Hội Nhà văn Việt Nam năm 2001 và được Giải thưởng văn học Đông Nam Á năm 2002.
| “                                                              | Anh như người thợ thủ công, làm việc cặn kẽ, cẩn thận, tỉ mỉ, chu đáo. Chúng ta thấy trong sáng tác của Nguyễn Kiên ngôn ngữ Bắc Bộ tinh tế, sinh động. | ” |
| — nhà văn Vũ Tú Nam - Tổng thư ký Hội Nhà văn Việt Nam khóa IV | |   |

Năm 2001, ông được tặng Giải thưởng Nhà nước về Văn học Nghệ thuật với các tập truyện ngắn: Trong làng, Vụ mùa chưa gặt, Trái cam trong lòng tay.

## Tác phẩm chính

### Tập truyện ngắn
- Vụ mùa chưa gặt (1982)
- Trái cam trong lòng tay
- Trong làng (1995)
- Nơi xa (1996)
- Đáy nước (1997)
- Chim khách kêu (2000)
- Ngôi nhà văn giữa bến ông (2004)
- Tác phẩm chọn lọc (2003).

### Truyện vừa
- Lá rụng (1962)
- Chân sóng (1967)
- Ngày và đêm hậu phương (1970)
- Chặng đường nhớ lại (1984)

### Tiểu thuyết
- Vùng quê yên tĩnh (1974, 2008)
- Nhìn dưới mặt trời (1981)
- Một cảnh đời (1992)

### Viết cho thiếu nhi
- Những ngày đi lưu động (1956)
- Con gái người bán chim (1963)
- Năm tôi 13 tuổi (1977)
- Chú Đất Nung (đồng thoại, 1996, 1998, 2002, 2006).

Nguồn: 

## Vinh danh
- Giải thưởng Nhà nước về Văn học Nghệ thuật năm 2001.
- Huy hiệu 50 năm tuổi Đảng.[5]

### Giải thưởng văn học
- Giải thưởng Hội Nhà văn Việt Nam năm 2001.
- Giải thưởng văn học Đông Nam Á năm 2002.